# منزل طبق
يقع منزل طبق (القرن 12 هـ / القرن 18م) بشارع الشيخ قنديل بمدينة رشيد ويتكون من دورين ويشغل واجهته مدخل بالدور الأرضي وبالدور الثانى شباكان وثلاثة مناور.وقد شارك المهندسين المدنين في انشائه ووضع بشكل هندسي حيث الهندسة المدنية تهتم بما يلي 

## المنزل من الداخل
مكون من دركاه بها بابين أولهما إلى حجرة على اليمين والثاني إلى فناء مكشوف ويعلو ذلك حجرة بالدور الأول.